# La Bombonera (la Garriga)
La Bombonera és una obra del municipi de la Garriga (Vallès Oriental) declarada bé cultural d'interès nacional. La casa fou construïda en 1910 per encàrrec de Cecília Reig i Argelagós a l'arquitecte modernista Joaquim Raspall.
Ubicada al número 3 del Passeig, dins la quarta mansana Raspall, junt amb la Casa Barbey, la Torre Iris i la casa Antoni Barraquer, van ser declarades béns culturals d'interès nacional en 1997. És la més petita de les quatre cases i, igual que la Torre Iris, es va construir per a llogar als estiuejants.

## Descripció
La Bombonera (1910) es construí amb algunes modificacions respecte del projecte inicial. En un primer moment constava de semisoterrani i planta baixa. Posteriorment, s'hi afegí una planta sota coberta i s'hi aixecà una torre. La casa està estructurada entorn d'un pati.
El basament o sòcol de l'edifici és fet de pedra més o menys irregular, acabat per una sanefa de ceràmica verda amb peces llises i en relleu. La resta de la façana és estucada en verd i blanc. Una potent cornisa barana (sota la qual hi ha una sanefa d'esgrafiats i al damunt una barana de forja) corona la primitiva edificació. Així mateix, les obertures són emmarcades per esgrafiats d'un delicat dibuix floral. Les persianes de llibret tenen també uns fins motius florals.
És la primera vegada que a les obertures Raspall utilitza arcs de mig punt, el·líptics, i carpanells i una obertura ovalada. Pel costat de ponent té una tribuna o galeria amb vitralls emplomats. Va ser construïda alhora que la Torre Iris o poc després. La Bombonera s'ha restaurat el 1990.
Raspall va assignar a cada casa de l'illa un color distintiu: rosa per la Casa Barbey; groc per la torre Iris; verd per la Bombonera i blau per la casa Antoni Barraquer. A l'exterior, el sòcol de l'edificació és de pedra, com a la majoria de l'obra Raspall i està estucada en color verd amb esgrafiats de motius geometricoflorals, emmarcant les finestres, simulant una imposta i decorant la torre mirador. Les portes i finestres són -de forma excepcional en Raspall- de mig punt i, aquestes darreres, es tanquen amb unes persianes de fusta de llibret mòbil amb treballs decoratius artesanals.
Com a altres cases de Raspall, la tanca del jardí forma part del lluïment dels artesans. Està formada per un mur baix de paredat capserrat on apareixen, per únic cop a l'obra de l'arquitecte, unes peces ceràmiques verdes entre les juntes (a forma d'encintat) i rematat en peces ceràmiques verdes i blanques. La reixa de la tanca és de forja treballada amb coup de fouet. La reixa de la terrassa de primer pis té ja un aire clarament noucentista, amb un disseny més senzill i rectilini.

## Història
Les cases Raspall formen un conjunt únic en la història de l'arquitectura modernista al nostre país. Es tracta de quatre edificis aïllats, situats a la mateixa illa de cases -l'anomenada Mansana Raspall-, construïts per l'arquitecte Manuel Raspall entre 1910 i 1913. Els quatre edificis tenen una evident unitat estilística, reforçada per les tanques dels jardins, que utilitzen un mateix llenguatge: pedra irregular, trencadís i forja, tot de línies sinuoses. Les Cases Raspall són molt representatives de l'obra de la primera etapa d'aquest arquitecte, que pertany a la segona generació d'arquitectes modernistes, i són la porta d'entrada del llarg passeig de plàtans, on hi ha els edificis modernistes més importants de la població.
Els promotors de les cases Barbey i Barraquer van ser membres destacats de la burgesia barcelonina, que les feren construir com a segona residència. La Bombonera i la Torre Iris van ser edificades per la garriguenca Cecília Reig Argelagós, que les llogà com a segona residència.

## Galeria d'imatges

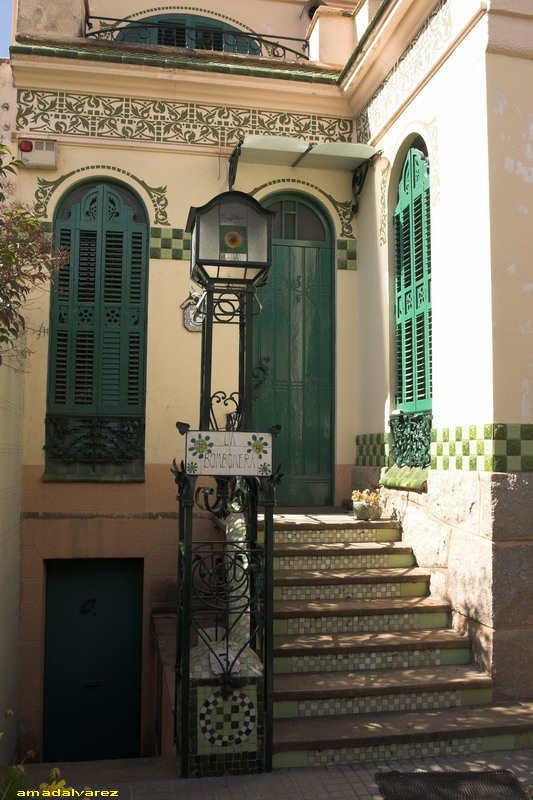
Porta d'accés i fanal
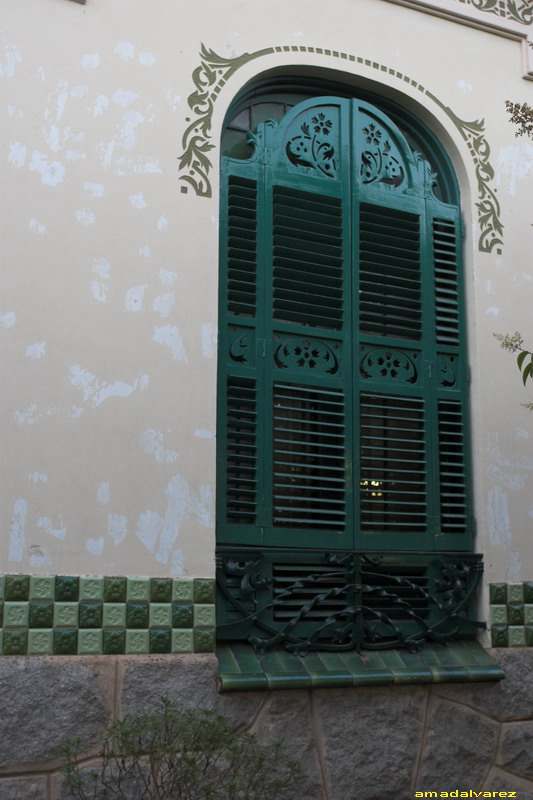
Finestra planta baixa
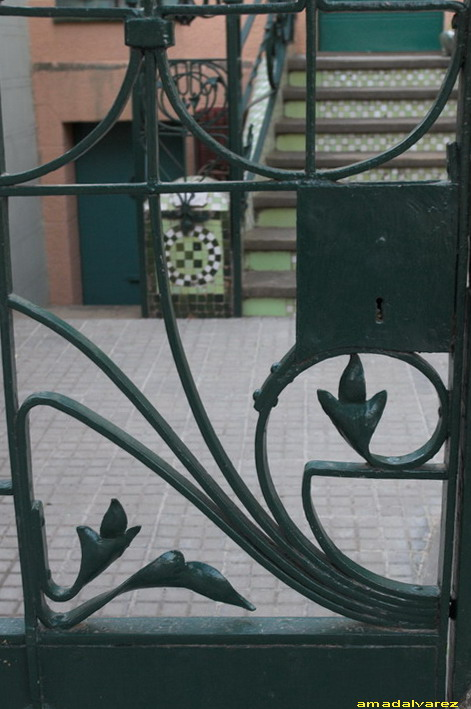
Detall tanca exterior
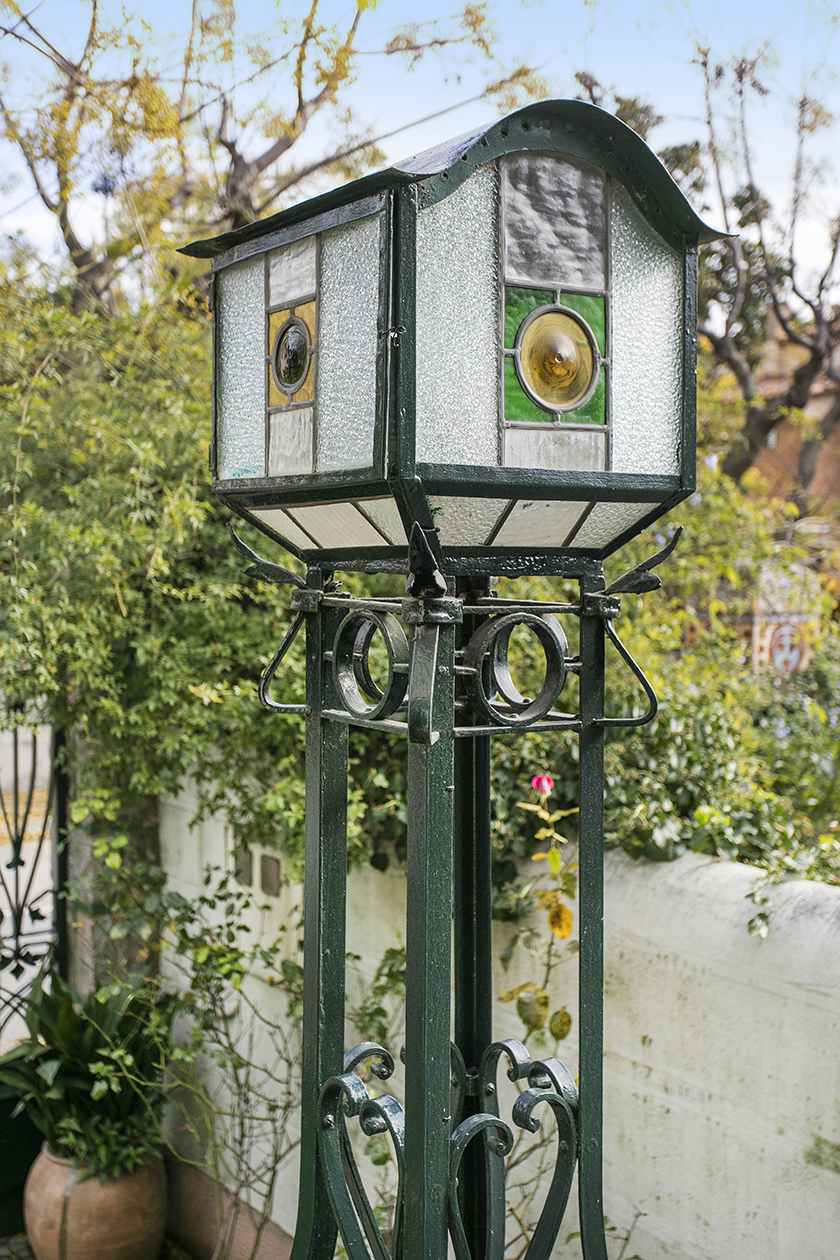
Farol entrada
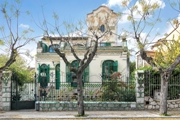
Vista general
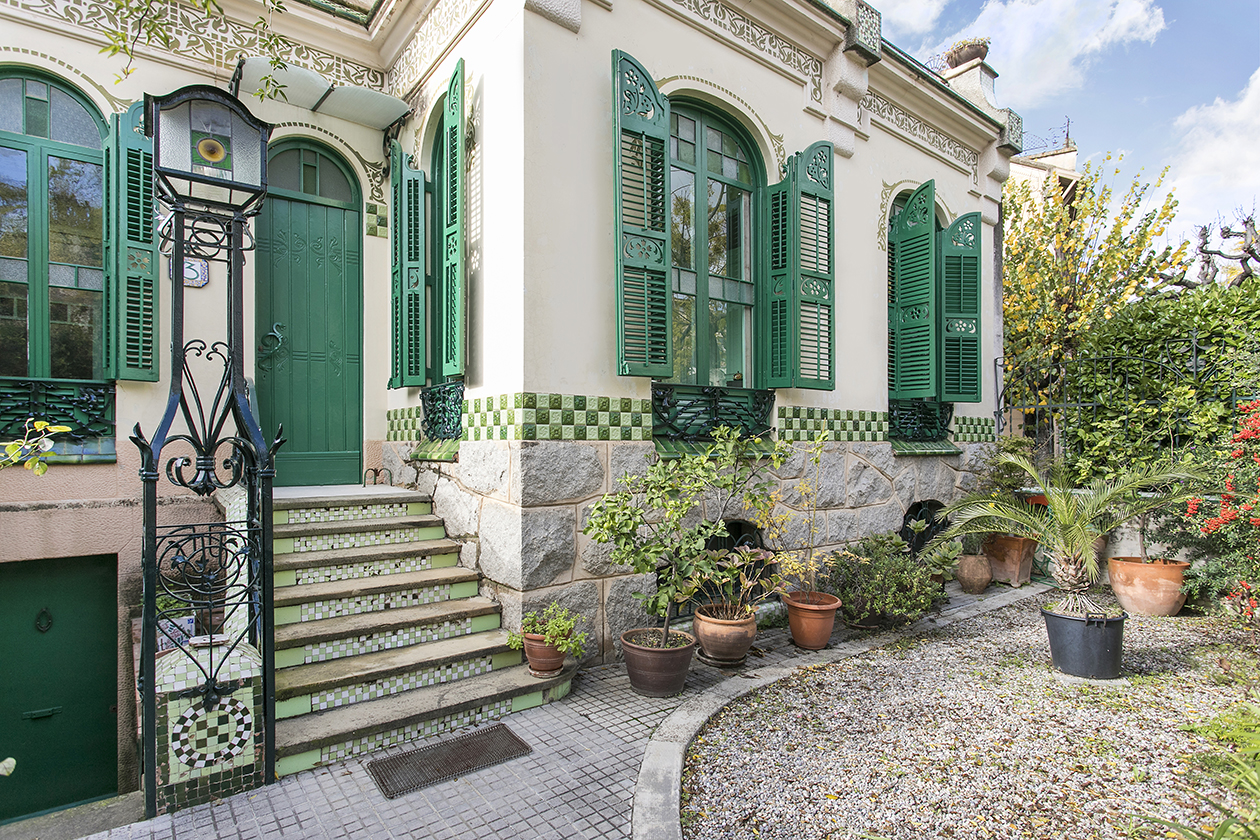
Pati frontal
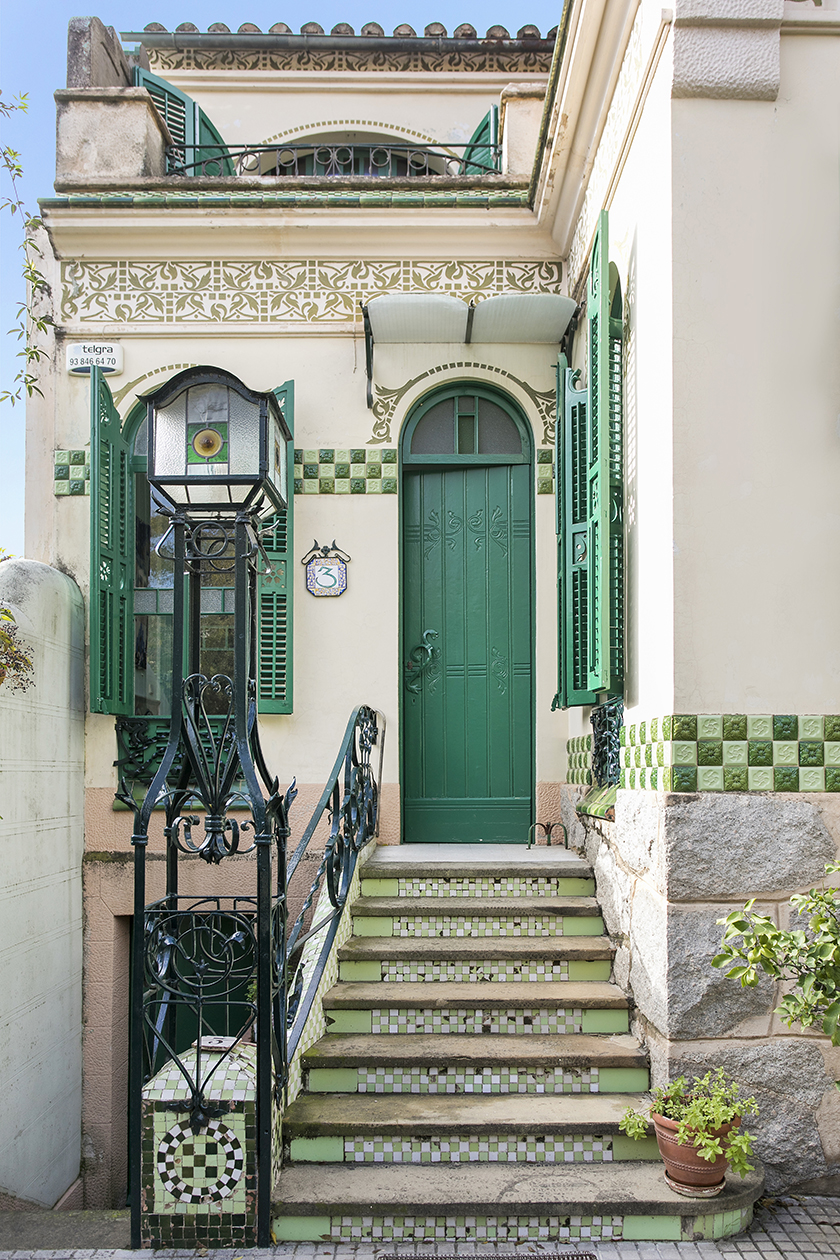
Accés
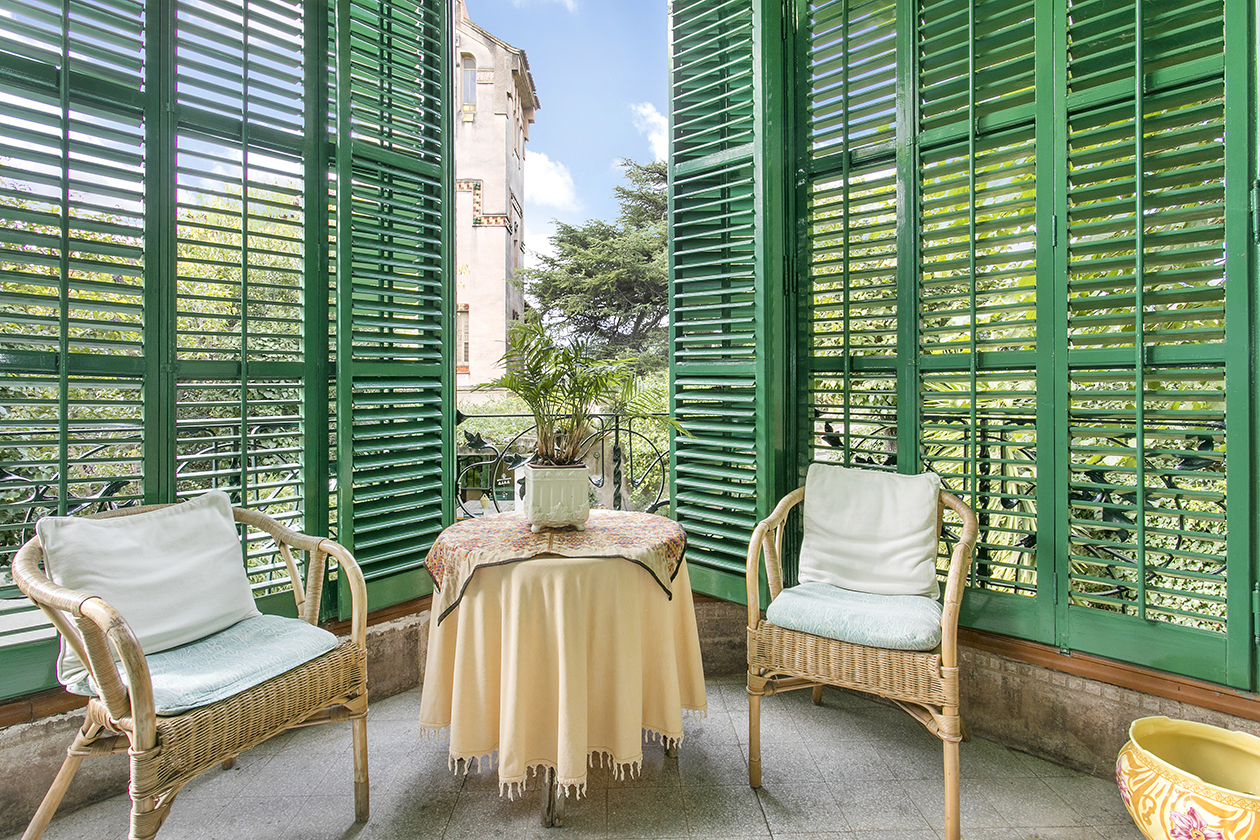
Galeria
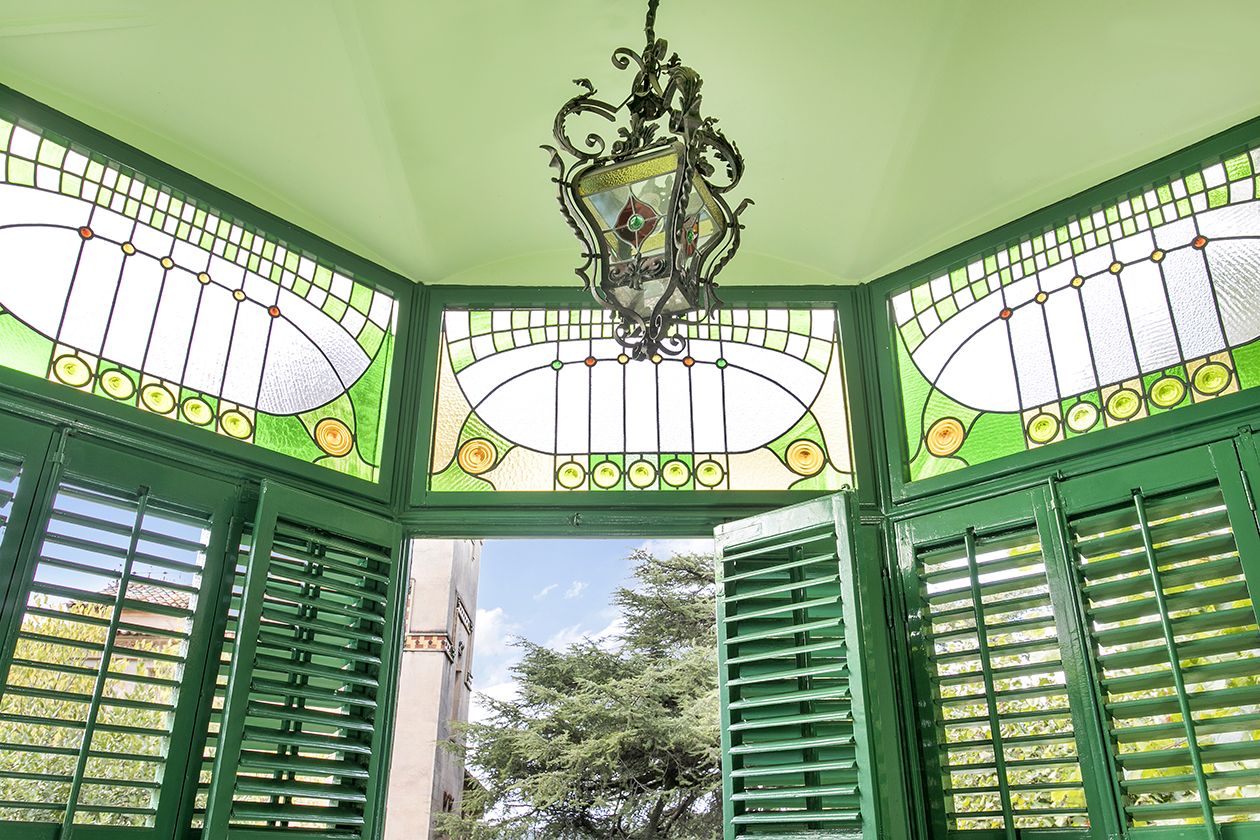
Vitralls
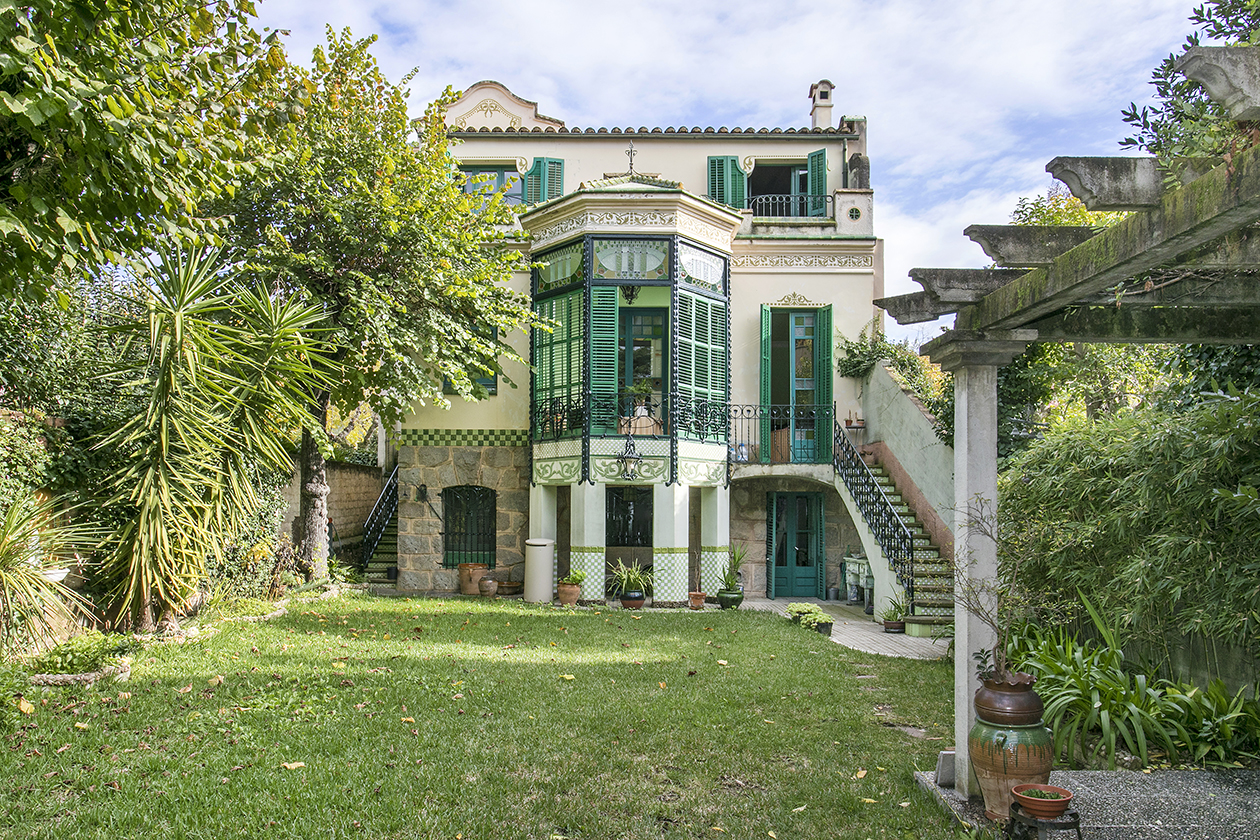
Façana posterior
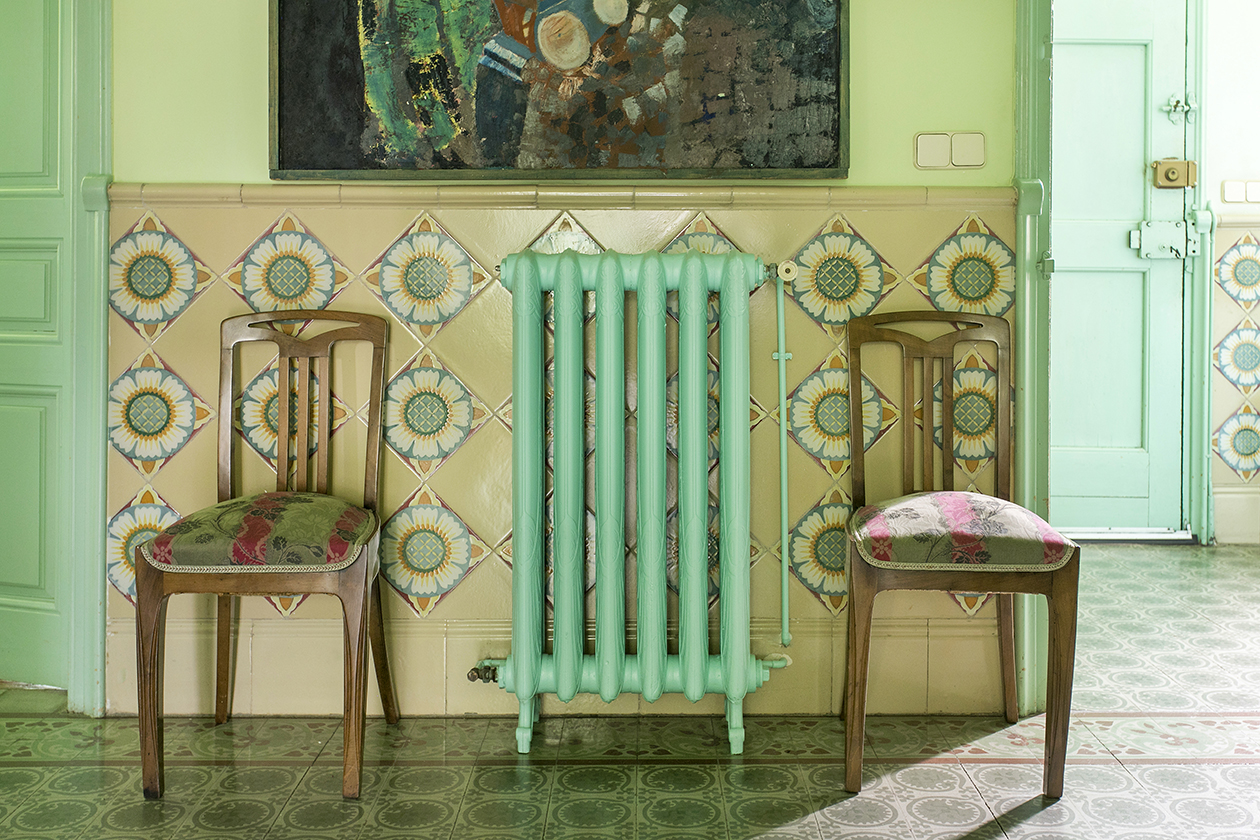
Interior
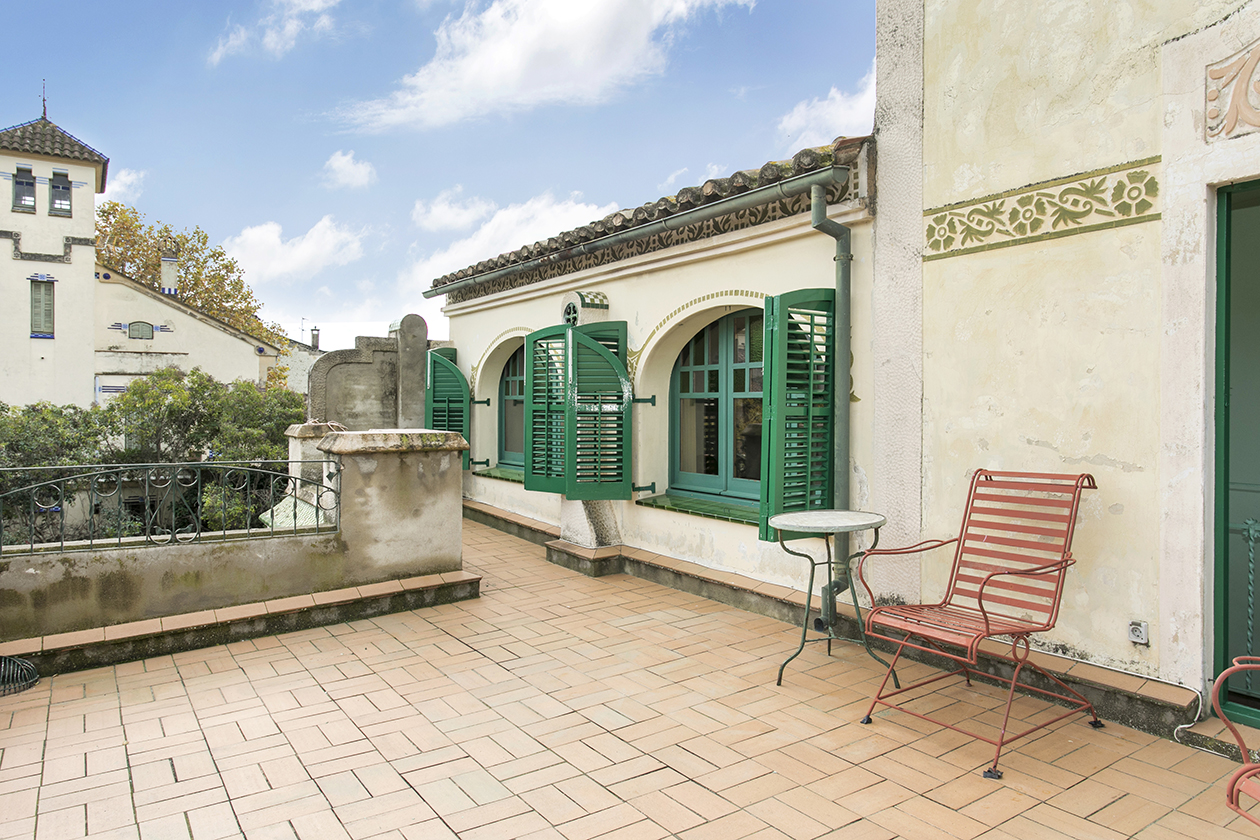
Terrassa
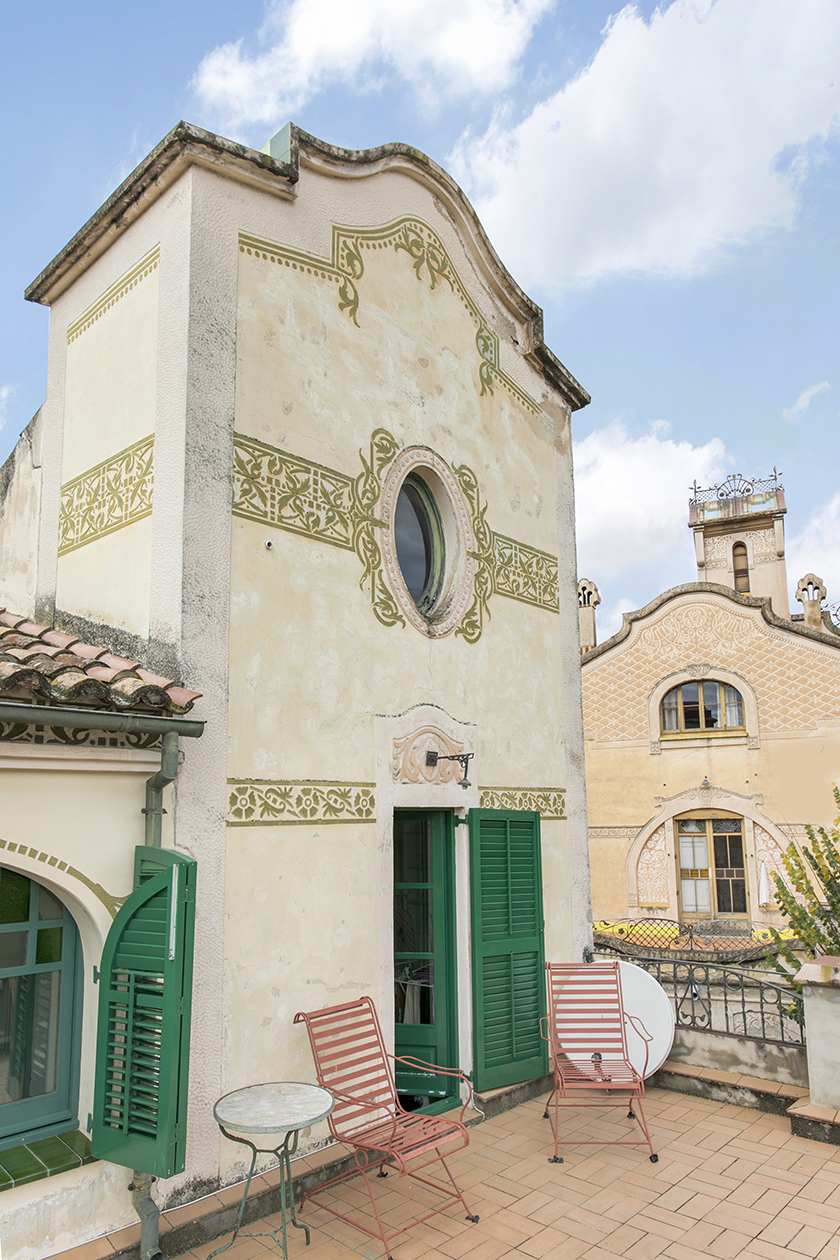